# Cichorieae
Cichorieae, veliki tribus (pleme) glavočika jezičnjača, porodica glavočike (Asteraceae). Podijeljen je na devedesetak rodova.
Opisan je u Synopsis Plantarum in Flora Gallica Descriptarum 255. 1806.

## Opis
Cichorieae čine okosnicu vlastitte potporodice Cichorioideae. Tribus je poznat i kao Lactuceae, ali ime Cichorieae ima prednost. To su jednogodišnje i dvogodišnje biljke, trajnice, polugrmovi ili grmovi. Možda su najbolje proučeno i najlakše prepoznatljivo pleme iz porodice Compositae ili Asteraceae. Svi članovi plemena imaju bijeli lateks i gotovo svi imaju cvjetne glavice sa savršenim, 5-zubim, uglavnom žutim jezičastim cvjetovima.

## Podtribusi i rodovi
Tribus Cichorieae Lam. & DC.
1. Subtribus Warioniinae Gemeinholzer & Kilian
  1. Warionia Benth. & Coss. (1 sp.)
2. Subtribus Scorzonerinae Cass. ex Dumort.
  1. Tourneuxia Coss. (1 sp.)
  2. Gelasia Cass. (24 spp.)
  3. Goekyighitia Yild. (6 spp.)
  4. Cigdemia Yild. (5 spp.)
  5. Guneria Yild. (6 spp.)
  6. Bilgea Yild. (4 spp.)
  7. Turkia Yild. (1 sp.)
  8. Yildirimlia Kilic (1 sp.)
  9. Bocquetia Yild. (4 spp.)
  10. Geropogon L. (1 sp.)
  11. Tragopogon L. (125 spp.)
  12. Pterachaenia (Benth. & Hook.f.) Lipsch. (2 spp.)
  13. Lipschitzia Zaika, Sukhor. & N. Kilian (1 sp.)
  14. Koelpinia Pall. (5 spp.)
  15. Ramaliella Zaika, Sukhor. & N. Kilian (13 spp.)
  16. Epilasia (Bunge) Benth. & Hook.f. (3 spp.)
  17. Pseudopodospermum (Lipsch. & Krasch.) Kuth. (50 spp.)
  18. Takhtajaniantha Nazarova (13 spp.)
  19. Scorzonera L. (37 spp.)
  20. Scorzonera s. l. (38 spp.)
3. Subtribus Scolyminae Less.
  1. Gundelia L. (17 spp.)
  2. Catananche L. (5 spp.)
  3. Hymenonema Cass. (2 spp.)
  4. Scolymus L. (3 spp.)
4. Subtribus Lactucinae Cass. ex Dumort.
  1. Prenanthes L. (1 sp.)
  2. Prenanthes s. l. (3 spp.)
  3. Astartoseris N. Kilian, Hand, Hadjik., Christodoulou & Bou Dagh. (1 sp.)
  4. Faberia Hemsl. ex Forbes & Hemsl. (10 spp.)
  5. Mojiangia Ze H. Wang, N. Kilian & H. Peng (1 sp.)
  6. Cicerbita Wallr. (11 spp.)
  7. Mycelis Cass. (1 sp.)
  8. Cicerbita p. p. (3 spp.)
  9. Lactuca p. p. (1 sp.)
  10. Kovalevskiella Kamelin (4 spp.)
  11. Notoseris C. Shih (6 spp.)
  12. Lihengia Y. S. Chen & R. Ke (2 spp.)
  13. Paraprenanthes C. C. Chang (14 spp.)
  14. Cicerbita p. p. (5 spp.)
  15. Lactuca L. (132 spp.)
  16. Melanoseris DC. (34 spp.)
5. Subtribus Hyoseridinae Less.
  1. Aposeris Neck. (1 sp.)
  2. Hyoseris L. (3 spp.)
  3. Reichardia Roth (10 spp.)
  4. Launaea Cass. (58 spp.)
  5. Sonchus L. (98 spp.)
  6. Aetheorhiza Cass. (1 sp.)
6. Subtribus Hypochaeridinae Less.
  1. Avellara Blanca & C. Díaz (1 sp.)
  2. Urospermum Scop. (2 spp.)
  3. Scorzoneroides Moench (20 spp.)
  4. Achyrophorus Adans. (8 spp.)
  5. Trommsdorffia Bernh. (5 spp.)
  6. Hypochaeris L. (54 spp.)
  7. Helminthotheca Zinn (6 spp.)
  8. Picris L. (42 spp.)
  9. Hedypnois Hill (3 spp.)
  10. Thrincia Roth (8 spp.)
  11. Leontodon L. (33 spp.)
7. Subtribus Chondrillinae Lamotte
  1. Caucasoseris M. Güzel, N. Kilian, Sennikov & Coskunc. (1 sp.)
  2. Chondrilla L. (30 spp.)
  3. Phitosia Kamari & Greuter  (1 sp.)
  4. Willemetia Neck. (2 spp.)
8. Subtribus Crepidinae Cass. ex Dumort.
  1. Youngia Cass. (44 spp.)
  2. Lapsanastrum Pak & K. Bremer (4 spp.)
  3. Crepidiastrum Nakai (19 spp.)
  4. Qineryangia Y. S. Chen & Lian S. Xu (1 sp.)
  5. Rhagadiolus Scop. (1 sp.)
  6. Sonchella Sennikov (2 spp.)
  7. Spiroseris Rech.f. (1 sp.)
  8. Lapsana L. (1 sp.)
  9. Crepis L. (202 spp.)
  10. Taraxacum Weber (2486 spp.)
  11. Askellia W. A. Weber (11 spp.)
  12. Ixeris (Cass.) Cass. (14 spp.)
  13. Ixeridium (A. Gray) Tzvelev (21 spp.)
  14. Garhadiolus Jaub. & Spach (3 spp.)
  15. Lagoseriopsis Kirp. (1 sp.)
  16. Heteroderis (Bunge) Boiss. (1 sp.)
  17. Acanthocephalus Kar. & Kir. (2 spp.)
  18. Heteracia Fisch. & C. A. Mey. (2 spp.)
  19. Dubyaea DC. (12 spp.)
  20. Hololeion Kitam. (2 spp.)
  21. Nabalus Cass. (19 spp.)
  22. Sinoseris N. Kilian, Ze H. Wang & H. Peng (3 spp.)
  23. Syncalathium Lipsch. (6 spp.)
  24. Soroseris Stebbins (8 spp.)
9. Subtribus Hieraciinae Cass. ex Dumort.
  1. Schlagintweitia Griseb. (3 spp.)
  2. Andryala L. (21 spp.)
  3. Hieracium L. (5376 spp.)
  4. Hispidella Barnadez ex Lam. (1 sp.)
  5. Pilosella Hill (279 spp.)
10. Subtribus Cichoriinae Cass. ex Dumort.
  1. Phalacroseris A. Gray (1 sp.)
  2. Cichorium L. (7 spp.)
  3. Erythroseris N. Kilian & Gemeinholzer (2 spp.)
  4. Rothmaleria Font Quer (1 sp.)
  5. Tolpis Adans. (22 spp.)
  6. Arnoseris Gaertn. (1 sp.)
11. Subtribus Microseridinae Stebbins
  1. Krigia Schreb. (7 spp.)
  2. Pinaropappus Less. (10 spp.)
  3. Marshalljohnstonia Henrickson (1 sp.)
  4. Pyrrhopappus DC. (4 spp.)
  5. Picrosia D. Don (2 spp.)
  6. Shinnersoseris Tomb (1 sp.)
  7. Lygodesmia D. Don (6 spp.)
  8. Chaetadelpha A. Gray ex S. Watson (1 sp.)
  9. Glyptopleura Eaton (2 spp.)
  10. Microseris D. Don (21 spp.)
  11. Agoseris Raf. (12 spp.)
  12. Malacothrix DC. (19 spp.)
  13. Atrichoseris A. Gray (1 sp.)
  14. Calycoseris A. Gray (2 spp.)
  15. Anisocoma Torr. & A. Gray (1 sp.)
  16. Munzothamnus P. H. Raven (1 sp.)
  17. Stephanomeria Nutt. (18 spp.)
  18. Rafinesquia Nutt. (2 spp.)
  19. Pleiacanthus (Nutt.) Rydb. (1 sp.)